# Đại Xưởng
Huyện tự trị dân tộc Hồi Đại Xưởng (chữ Hán giản thể: 大厂回族自治县) là một huyện tự trị thuộc địa cấp thị Lang Phường, tỉnh Hà Bắc, Cộng hòa Nhân dân Trung Hoa. Huyện này được lập năm 1955, hiện có diện tích 176 ki-lô-mét vuông, dân số 110.000 người. Mã số bưu chính là 065300. Huyện lỵ đóng tại trấn Đại Xưởng. Về mặt hành chính, huyện Đại Xưởng được chia thành 2 trấn, 3 hương. Tổng cộng có 105 thôn hành chính.
- Trấn: Đại Xưởng, Hạ Điếm, Kỳ Các Trang.
- Hương: Chiêu Phủ, Trần Phủ.